# One Note at a Time
One Note at a Time is een Brits-Amerikaanse documentaire onder regie van Renée Edwards. De film volgt het lot van muzikanten uit New Orleans na de orkaan Katrina en is opgedragen aan de in 2011 gestorven drummer Herman "Roscoe" Ernest. De film beleefde zijn première op het New Orleans Jazz & Heritage Festival (kortweg "Jazz Fest") in 2016 en werd officieel uitgebracht in het Verenigd Koninkrijk en Ierland in 2018 en in 2019 in de VS en Canada.

## Achtergrond
De film onderzoekt de relatie tussen New Orleans, de muzikanten, het milieu en het Amerikaanse socialezekerheidsstelsel dat hen niet kan ondersteunen. Veel van de muzikanten leven en werken in armoede, gaan van optreden naar optreden om te kunnen voorzien in levensonderhoud en medische kosten te kunnen betalen. De stad, die op een keerpunt staat als het gaat om het ondersteunen van de muzikanten, heeft ze nog steeds nodig voor haar cultuur en economie. Veel filmtijd wordt doorgebracht in de New Orleans Musicians' Clinic, die moeite heeft om medische zorg te verlenen aan artiesten die te rijk zijn voor Medicaid en te arm om Obamacare te betalen.
One Note at a Time beslaat een periode van vier jaar, waarin de levens van de muzikanten gevolgd wordt en de moeilijkheden waarmee ze worden geconfronteerd. Het belicht jonge muzikanten en hoe de gentrificatie van de stad nieuwe geluidsvervuilingswetten met zich mee heeft gebracht, die van invloed zijn op de 24-uurs feestcultuur waar de stad van geniet.
Bekende artiesten die aan het woord komen zijn onder anderen Dr. John,  Alvin Lee Johnson, Ben Jaffe, Kermit Ruffins, Irma Thomas, Donald Harrison, Ellis Marsalis en Cyril Neville.

## Release
De film werd in 2017 vertoond op film- en muziekfestivals in Groot-Brittannië, Duitsland en de VS. De officiële release in de bioscoop door de Britse en Ierse distributeur Munro Films was op 24 augustus 2018. De film werd op dvd uitgebracht op 3 september 2018. De officiële soundtrack met een uniek live opgenomen nummer van Dr. John uit New Orleans werd op 24 augustus 2018 wereldwijd uitgebracht door Louisiana Red Hot Records. Digitale release in de VS en Canada door The Golden Media Group, volgde op 14 april 2019.